# Бродекс

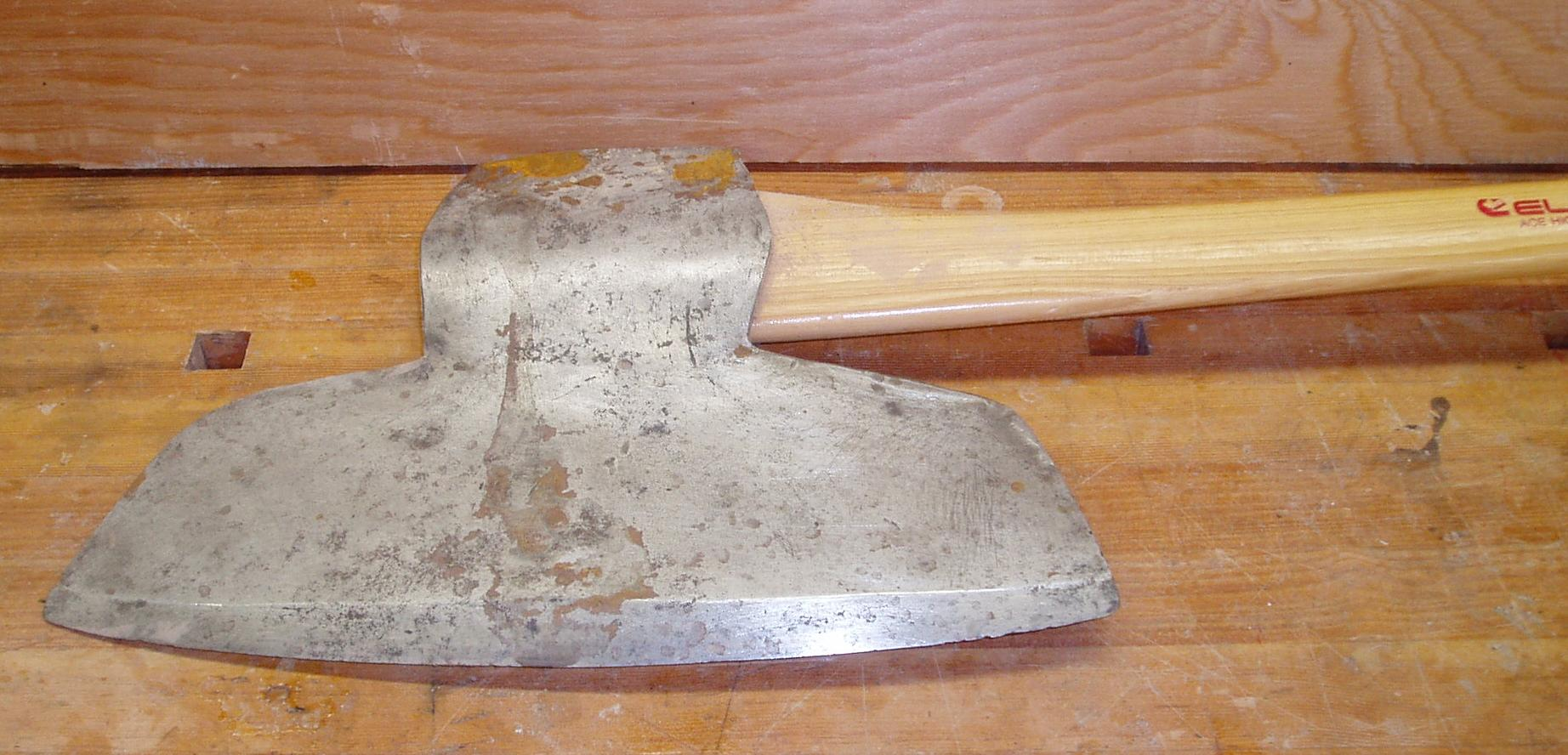
Бродекс з односторонньою заточкою

Бродекс (англ. "broad axe") - сокира з широким симетрично розбіжним лезом, косо зрізаним у ріжучого краю.

## Характеристики
Характерні сокири цього типу тонкі, забезпечені бічними щокавицями і мають ширину леза по відношенню до довжини 4:5 або навіть 1:1. Лезо насаджувалося на метрову і більшу рукоятку бродексу. 

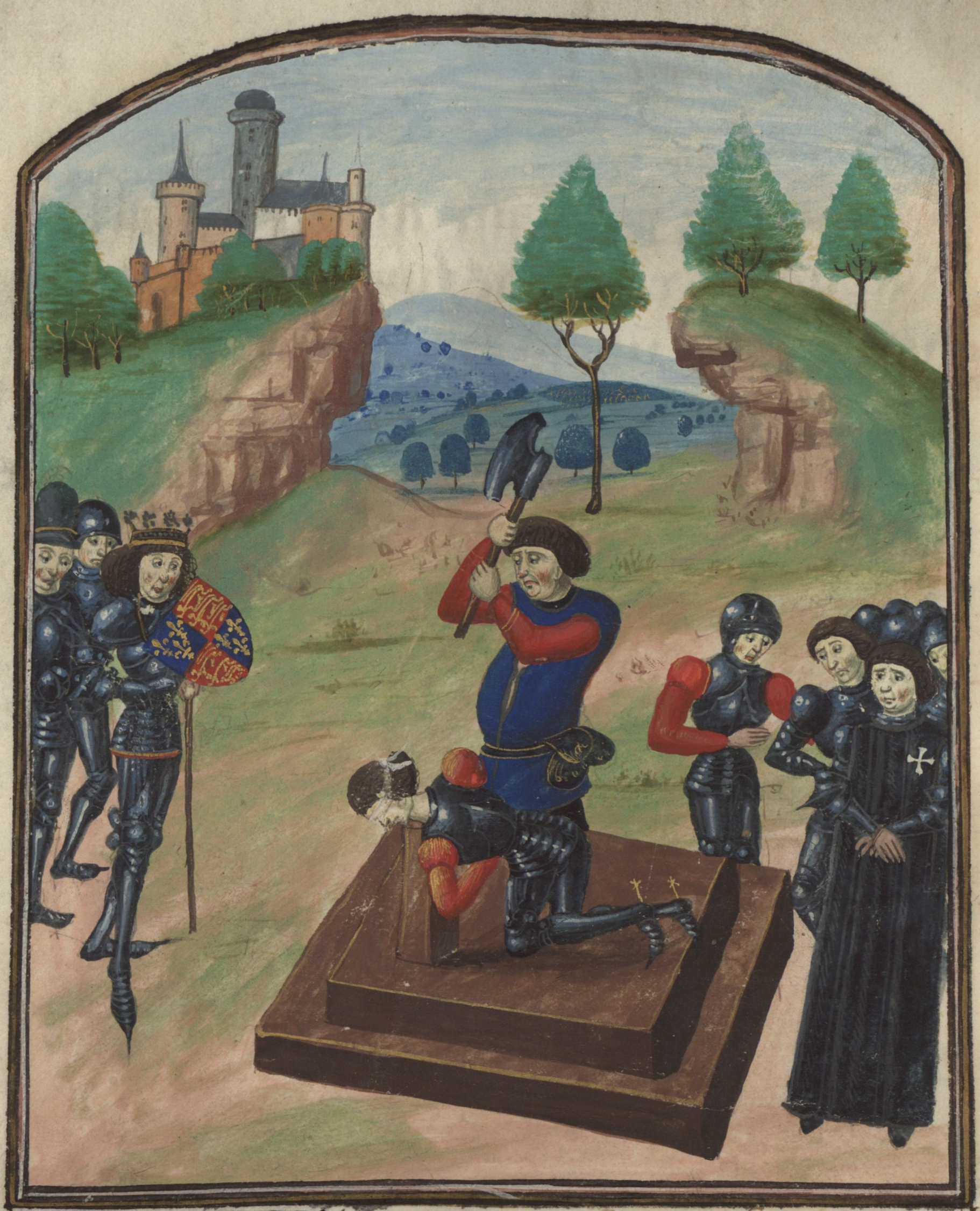
Відсічення голови Едмунда Бофорта, 4-го герцога Сомерсетського в 1471 році в Тьюксбері. Ілюмінована мініатюра з Histoire de la rentrée victorieuse du roi Edouard IV en son royaume d'Angleterre

Слід розрізняти бродекси з одно- та двостороннім заточуванням.
- Бродекси з двостороннім заточуванням у масі своїй були бойовою зброєю і мали лише обмежене побутове застосування, оскільки були незручні для подібних цілей. Характерно, що в епоху Нового часу і пізніше подібні сокири використовували кати для страт — наприклад, у Швеції такі сокири ( швед. skrädyxa) застосовувалися з XVII століття до 1903 року.
- Бродекси з одностороннім заточуванням були головним чином робочим інструментом і були зручні для обробки великих плоских поверхонь (зокрема, використовувалися для виготовлення та обробки поверхні бруса і балок)[2]. Існували сокири як з лівим так і з правим заточуванням[3]. За даними археології, такі сокири з'явилися у VIII столітті і довгий час були популярні на сході Данії (сучасний південь Швеції, Сконе ).

Деякі бродекси мають форму, де частина сокири називається бородою, тому така сокира називається бородоподібною сокирою.

## Історія

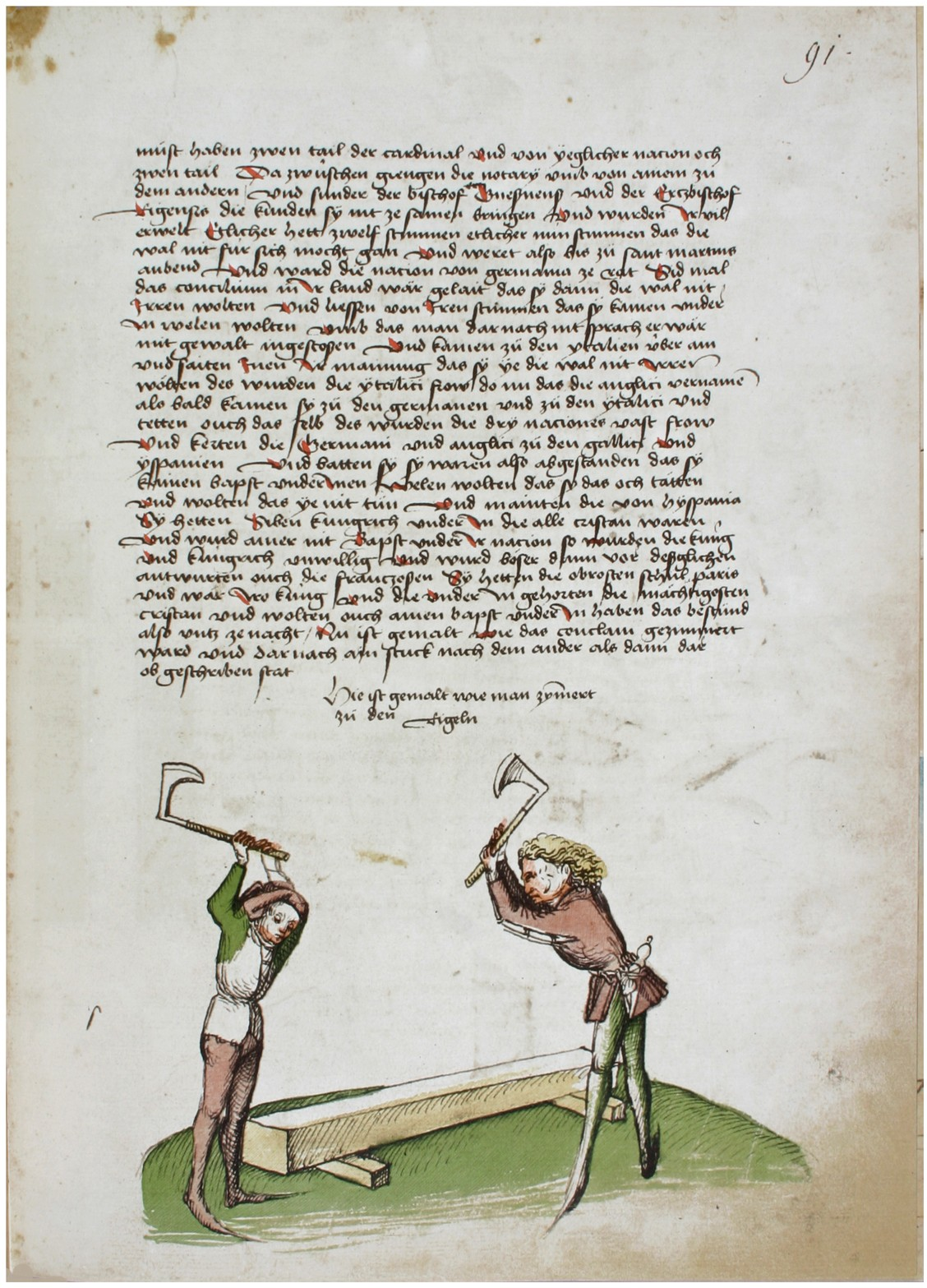
Хроніка Ріхенталя: Тесання балки

У X—XI століттях такі сокири були поширені в Скандинавії та Прибалтиці. Вони відрізнялися заокругленим лезом; перехід від полотна до обуха був досить тонким. Ці сокири нерідко прикрашалися срібною інкрустацією. Щодо давньоруських знахідок, з 1600 знайдених археологами сокир, до цього типу належать лише 2 сокири подібного типу, що свідчить про їхню рідкість. Вони датуються XI ст. Бродекси були попередниками бердишів.
Найдавніші бродекси знайдені в курганах другої половини X ст. в Приладожжі, але в основному типові для північної Русі ХІ ст. Що південніше, то менше цих форм. У XII-XIII ст. бродекси хоч і існують, але більшість їх має бути віднесено до робочих форм. Це пов'язано з появою робочих сокир без напівциркульної виїмки нижнього краю, з більш менш симетричним лезом. Добре відомі ці зразки в новгородських та костромських старовинах.

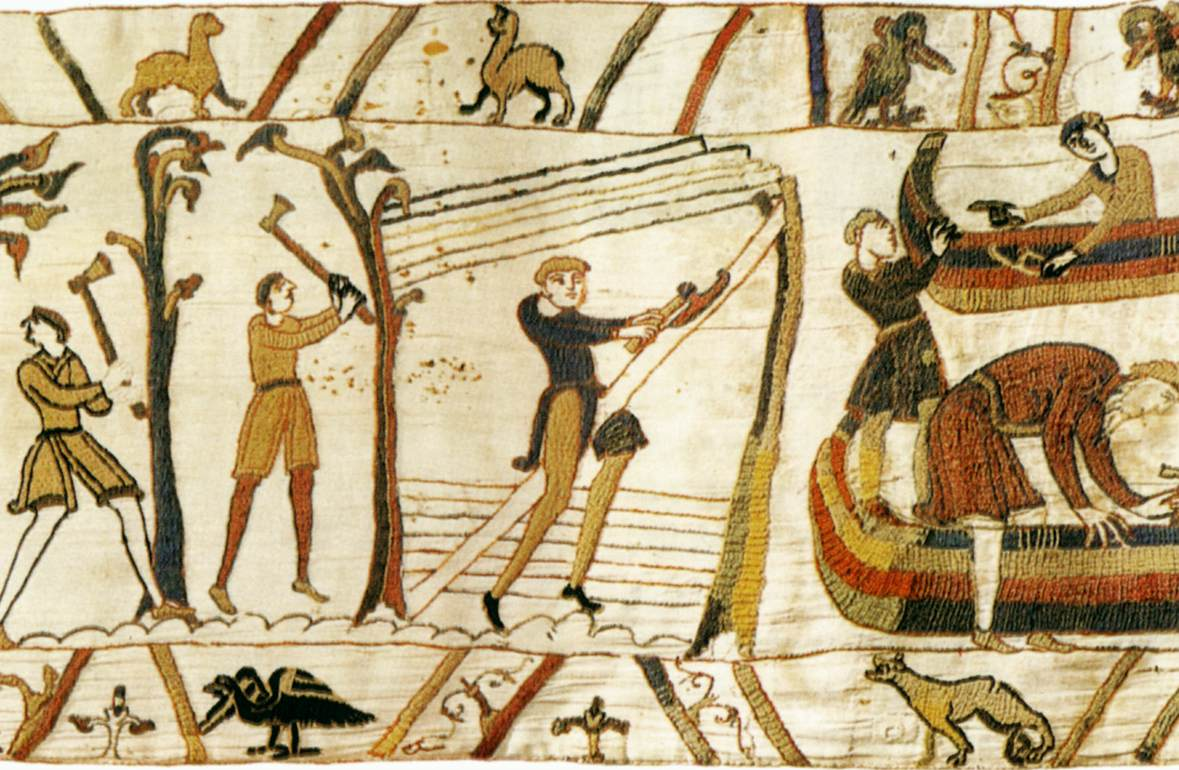
Обробка бруска бродексом (в центрі) — сцена на Гобелені з Байо.

Всі дослідники одностайно визнають скандинавське походження бродексів, що поширилися близько 1000 р. на всій півночі Європи. Бойове застосування бродексів англосаксонської та норманської піхотою увіковічнено на килимовій вишивці з Байо (1066—1082 рр.). Судячи з цього гобелену, довжина держака сокири дорівнювала приблизно метру або трохи більше. У період свого найбільшого поширення, у ХІ ст., ці сокири поширені на величезній території від Карелії до Британії, тому спеціально норманською зброєю їх назвати не можна. Наприклад, у Польщі сокири цього типу знайдено не в найближчому до Швеції Помор'ї, а в центральних районах країни, де перебування вікінгів мало ймовірне.
Показовий у цьому плані також приклад Русі, там ці сокири знайдені у місцевих селянських курганах та відомі за зображеннями.
Сокири описаного типу довго зберігаються в Прибалтиці, ними рясніють куршські поховання XII-XIV ст.

## Сучасне використання
Нині в якості бойової зброї не використовується.
З моменту винайдення лісопильних та сучасних електроінструментів використання бродексу зараз є рідкістю і у виробництві, але все ще використовується в реставраційних столярних або у малорозвинених регіонах.

## Галерея

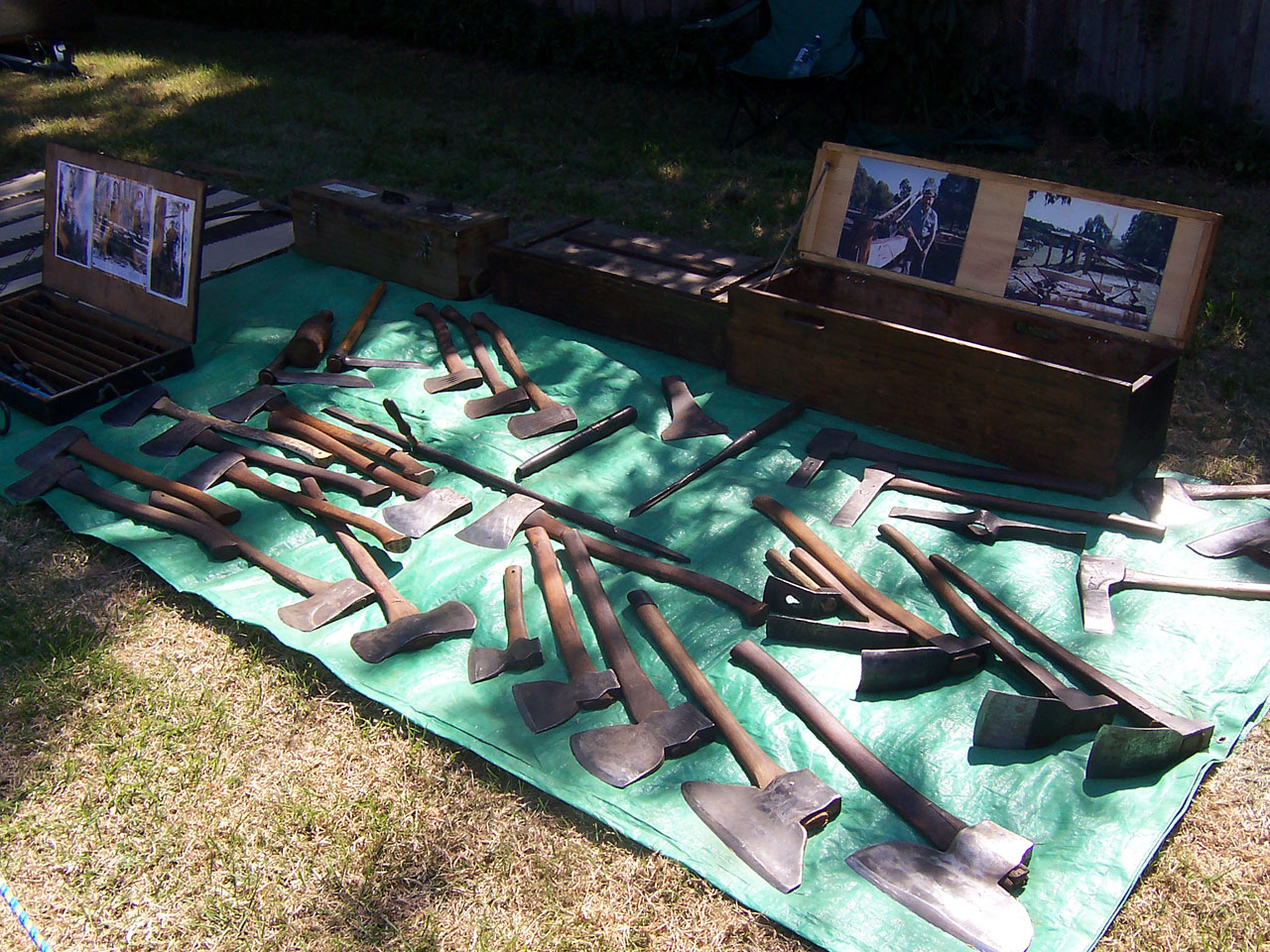
Кілька типів і розмірів сокир, бродекси розташовані у нижньому правому куті
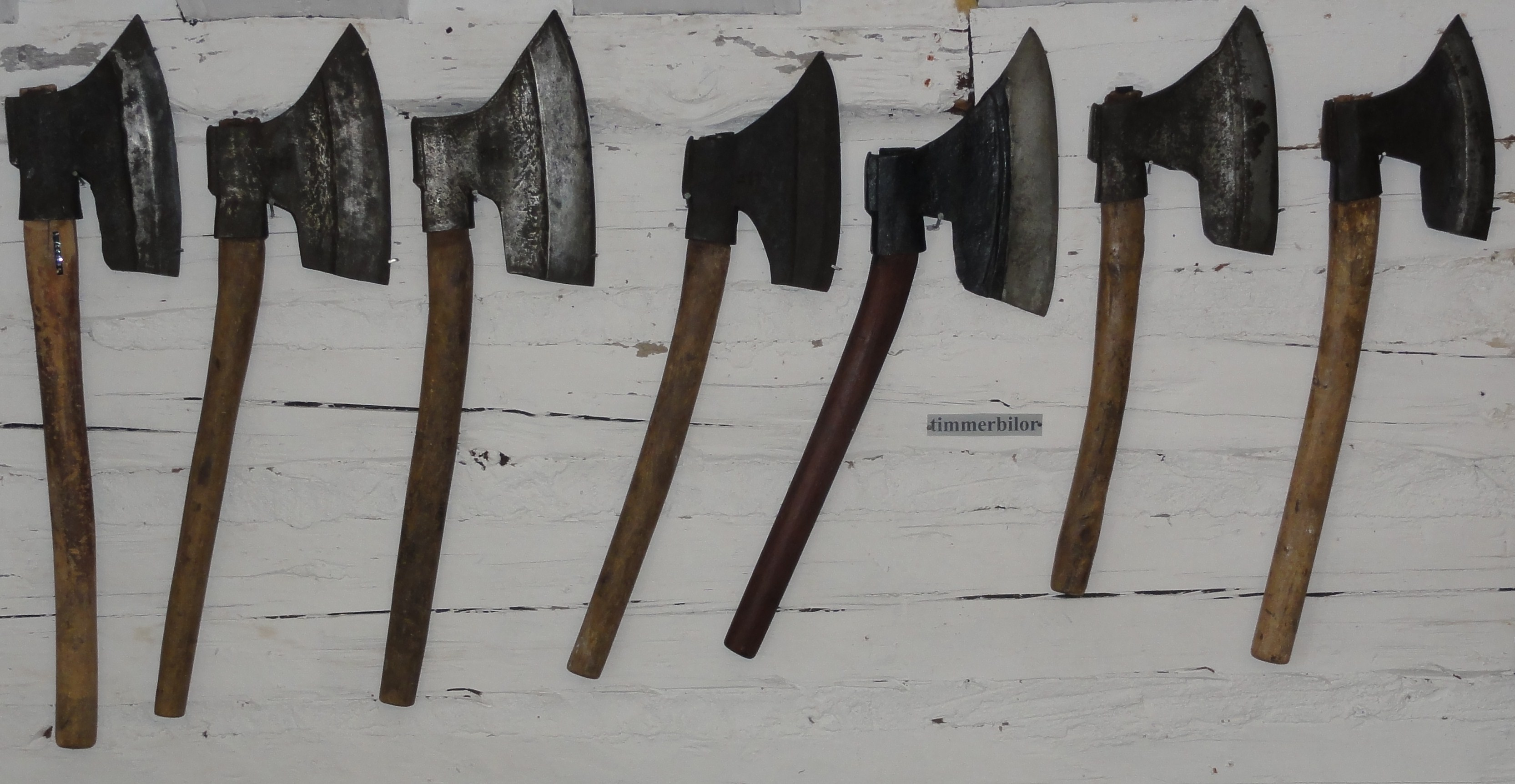
Шведські бродекси
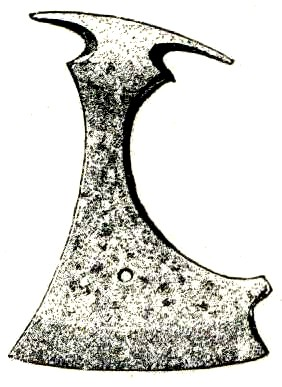
Залізна сокира шведської залізної доби, знайдена в Готланді, Швеція
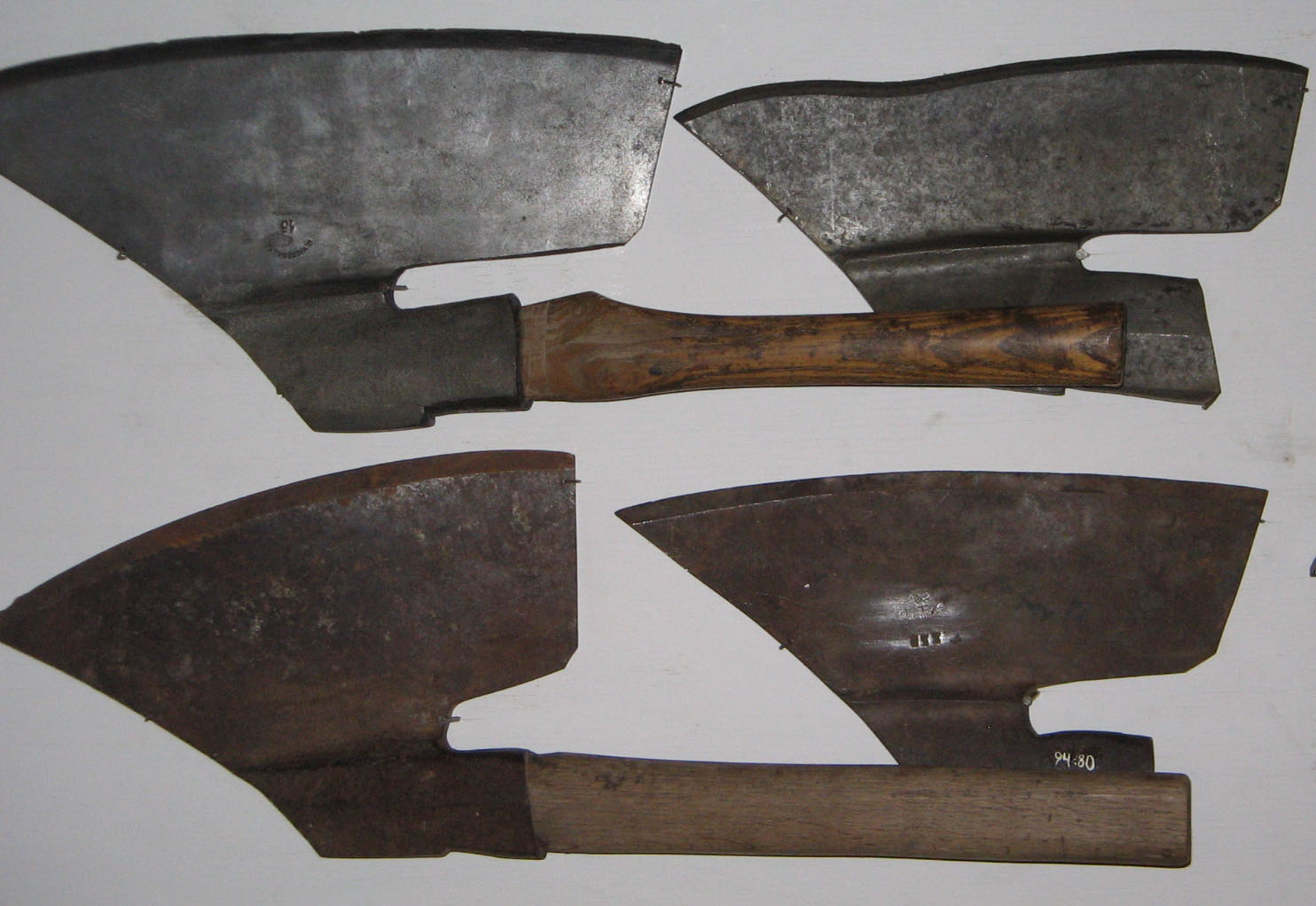
Різноманітні бродекси
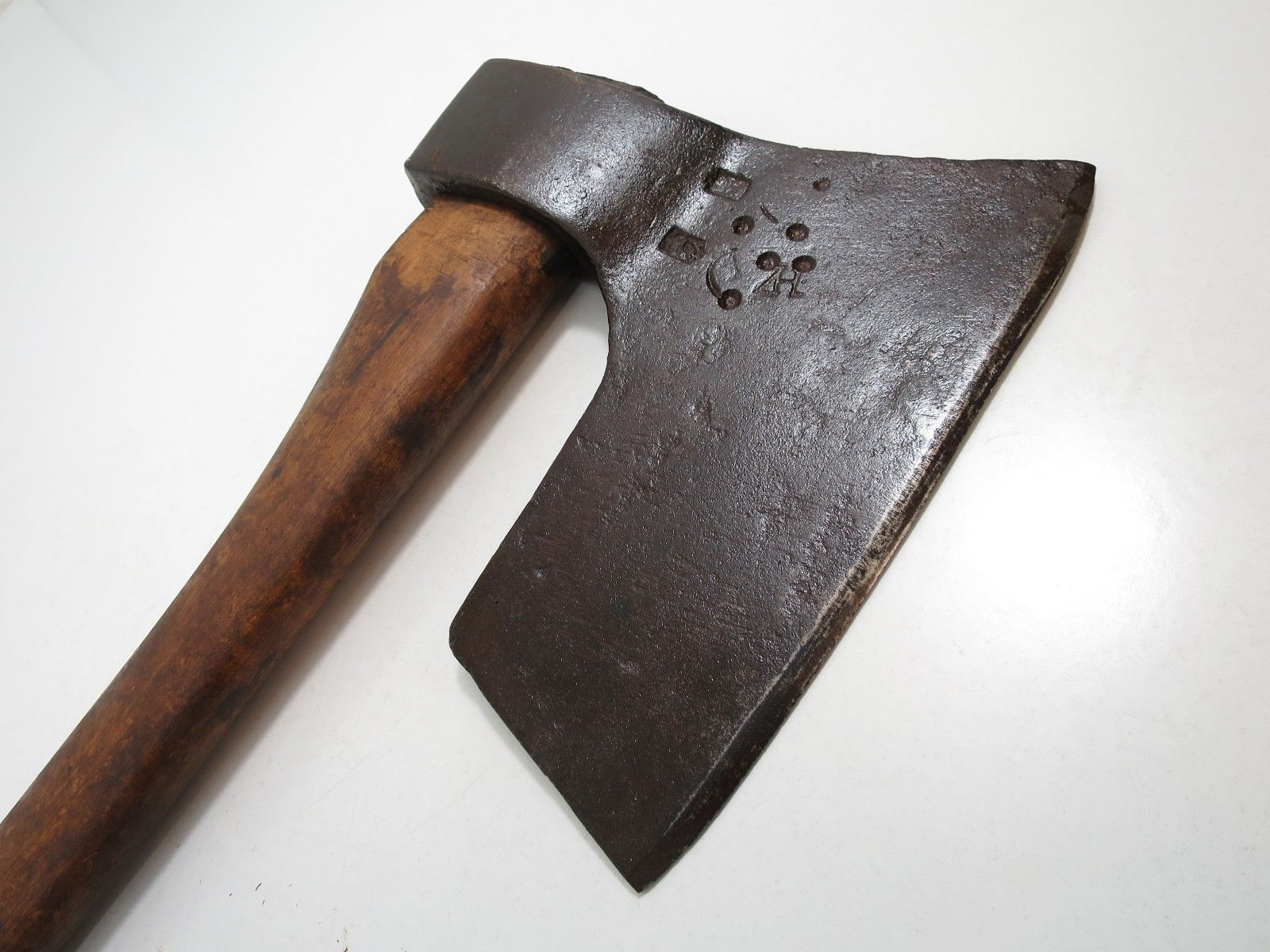
Бродекс